# George Adams

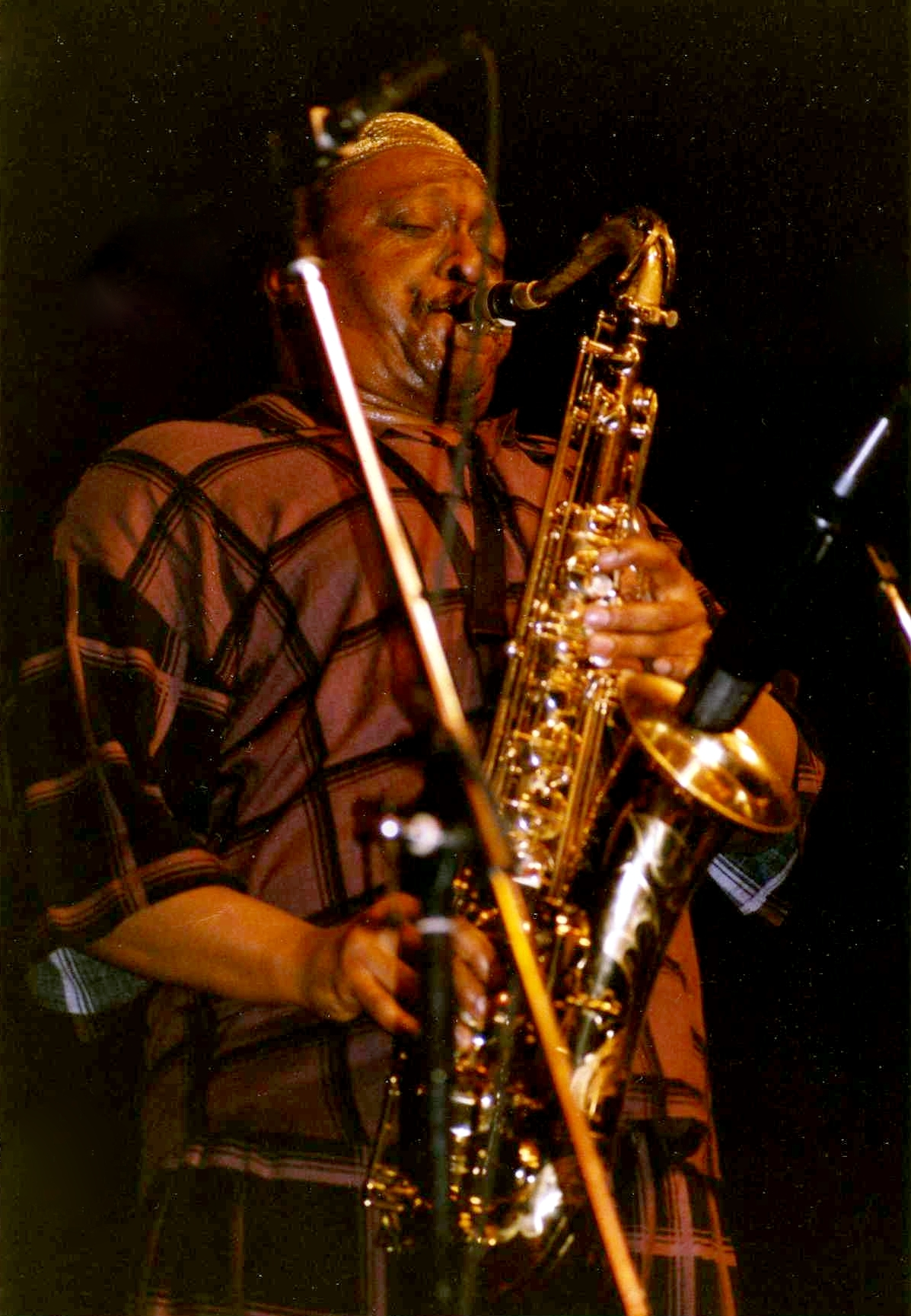
George Adams in 1990

George Rufus Adams (Covington, 29 april 1940 - New York, 14 november 1992) was een Amerikaanse jazzmuzikant die tenorsaxofoon, dwarsfluit en basklarinet speelde. Hij is het best bekend voor zijn werk met Charles Mingus, Gil Evans en Roy Haynes, en in het kwartet dat hij co-leidde met pianist Don Pullen, met bassist Cameron Brown en drummer Dannie Richmond. Hij stond ook bekend om zijn idiosyncratische zang.
- Biblioteca Nacional de España: XX1473389
- Bibliothèque nationale de France: cb13890585d (data)
- CiNii: DA15917981
- Gemeinsame Normdatei: 134310977
- International Standard Name Identifier: 0000 0000 8415 5640
- Library of Congress Control Number: n86102049
- MusicBrainz: b1e7da08-7215-466c-95df-8d0192d5a78b
- Nationale Bibliotheek van Tsjechië: xx0017353
- Nederlandse Thesaurus van Auteursnamen: 070426988
- Istituto Centrale per il Catalogo Unico: MODV254750
- SNAC: w6xk8vvn
- Système universitaire de documentation: 156987627
- Virtual International Authority File: 119607934
- WorldCat: E39PBJhRH3hr3T6j3rGjQBm8G3